# Yael Arad
Yael Arad (hebräisch יעל ארד; * 1. Mai 1967 in Tel Aviv) ist eine israelische Judoka im Halbmittelgewicht und die erste israelische Medaillengewinnerin bei Olympischen Spielen.
Yael Arad begann mit acht Jahren mit dem Judo-Training. Mit siebzehn nahm sie erstmals an einer Weltmeisterschaft teil. Sie belegte bei den Olympischen Sommerspielen 1992 in Barcelona den zweiten Platz in ihrer Gewichtsklasse. Im Finale unterlag sie der Französin Catherine Fleury-Vachon durch Yusei-gachi (Sieg durch Überlegenheit). Mit ihrer Silbermedaille war sie nach neun Olympischen Spielen, zu denen Israel eine Mannschaft entsandt hatte, die erste israelische Sportlerin, die eine Medaille gewann. Ebenfalls in Barcelona 1992 gewann ein weiterer Judoka, Shay-Oren Smadga, mit Bronze die zweite israelische Medaille. Ein Jahr später wurde Arad Europameisterin. Bei Olympia 1996 konnte sie den Podestplatz zwar nicht wiederholen, erreichte aber den geteilten fünften Rang. Nach ihrer Aktivenkarriere wurde sie Trainerin. In dieser Funktion betreute sie bei den Olympischen Sommerspielen 2000 die israelischen Judoka, danach war sie als Fernsehkommentatorin tätig. 2021 wurde Yael Arad Präsidentin des Olympic Committee of Israel.